# Баянбаев, Кастек
Кастек Баянбаев (каз. Қастек Баянбаев; 15 ноября 1936; Андреевский район, Талдыкорганская область, Казахская ССР, СССР — 2 июня 2021) — советский и казахский детский писатель, поэт, переводчик.

## Биография
Кастек Баянбаев родился 15 ноября 1936 года в ауле Талдыбулак Андреевского района Талды-Курганской области. Окончив среднюю школу, работал в колхозе.
В 1972 году окончил факультет журналистики Казахского государственного университета имени С. М. Кирова (ныне КНУ имени аль-Фараби).
С 1960 по 1965 годы — заведующий отделом, литературный работник в редакциях Алакольской районной, Алматинской областной газет.
С 1971 по 1995 годы — заведующий редакцией издательства «Жазушы», главный редактор издательства «Жалын».

## Творчество
Кастек Баянбаев занимался литературной деятельностью с начала шестидесятых годов, многие годы плодотворно трудился в жанре детской поэзии. Первые стихи были опубликованы на страницах журнала «Пионер», газет «Казахстан пионери» и «Лениншил жас».

## Награды
- 1970 — Медаль «В ознаменование 100-летия со дня рождения Владимира Ильича Ленина»
- 1986 — Литературная премия имени Ильяса Жансугурова Союза писателей Казахстана за книги для детей «Тәтті сабақ»[5]
- 2005 — Медаль «За трудовое отличие» (Казахстан)[6]
- 2014 — Государственная стипендия Республики Казахстан в области культуры и искусства.[7]
- 2015 — Президентская стипендия Республики Казахстан в области культуры и искусства.[8]